# Російський шансон
Російський шансон — популярна назва різнорідних жанрів російської популярної музики в російській масовій культурі: блатні пісні, побутовий, або російський міський романс (міський російський шансон), бардівська пісня, емігрантські, військові та деякі естрадні пісні.

## Походження назви
«Російський шансон» — це збірний термін, під яким з початку 1990-х розуміють цілу низку різнорідних поетико-музичних і художньо-побутових явищ, що належать до різних пластів постфольклорної і масової музичної культури. Декотрі автори намагаються це назвати жанром, одночасно заявляючи, що жанр не піддається чіткому визначенню, що походження жанру є еклектичним, і що історичний розвиток простежується важко. Тому інші автори «Російський шансон» характеризують як «аморфний жанр», або «гібридний жанр». Іншою частиною тлумачів термін «шахрайські пісні» сприймається як образливий, тому вони віддають перевагу терміну «російський шансон». Деякі виконавці російського шансону наполягають на тому, що жанр перевершує кримінальні пісні і охоплює таких попередників як Олександра Вертинського, так і Аллу Баянову.

### Лінгвістичне значення
Назва «Російський шансон» представляє собою лексему з двох слів, яку можна розглядати як ідіоматичну фразу, що разом утворюють самостійну значеннєву одиницю в семантичній системі мови, яку неможливо зрозуміти шляхом аналізу її частин, оскільки сполучення слів із певним значенням складають певну абстрактну одиницю. «Звичайне» французьке слово із значенням «пісня» стало позначати досить специфічний пісенний жанр. Назва поняття «Російський шансон» представлена і заснована неологічною назвою на честь французького шансону. Російське вторинне утворення, вторинна неологія терміна «шансон» не є російським еквівалентом французького шансону, не є представленням французького терміна іншою мовою, а є перенесенням і новим уявленням та обробленням на власний лад у відповідності до стандартів і специфіки російського соціуму.

### Походження терміна
У російській мові термін «шансон» був перейнятий в кінці XX століття та представлений і заснований широким колом пісень, які пов'язані із тематикою кримінального світу. Поняття «російський шансон» охоплює неологічну назву на честь французького шансону, і має розвиток в основному російською мовою і в російському музичному середовищі, та здебільшого позначає такі поняття в російській масовій культурі, як «блатна музика», «бардівська пісня», «міський романс» і подібні. Щодо об'єднувальної риси російського і французького шансону є лише один аспект — їх розповідний характер. Тому такий наївний пуризм щодо еквівалентності назв підходить лише для випадкового або ігрового контексту, і не існує еквівалентності між терміном іншомовного походження та справжнім варіантом, а використання в одному тексті може призвести до плутанини у використанні один одного. Визначення цього терміна методом «вторинної неології» призвело до великого залучення різноманітної громадськості та призвело до дуже захоплюючих дискусій. Вперше слово «шансон» саме у зв'язку із російським уявленням, обробленням та застосуванням у власній презентації було вжито в 1994 році на аудіоносіях із записами вищезазначених жанрів авторської пісні (пісенний жанр, що виник у середині XX століття в СРСР) в російському музичному середовищі, які переважно представляли «блатну» або «тюремну» музику. Хоча в французькій мові є відповідне слово «арго». Терміни «жаргон» і «арго» теж прийшли в російську лінгвістику з французької мови. Хоча у мовленні воно функціонувало переважно у словосполученні «російський шансон», але однозначно сприймалося як жанр французької пісні, оскільки слово «шансон» має французьке походження (фр. chanson). Щодо історичного визначення «російського шансону», то в цьому терміні поєднуються різні форми російської пісенної традиції, від стилізованої блатної лірики до сучасного аранжування традиційних каторжних пісень та радянської дворової пісні, від естрадних переробок авторської пісні і до заокеанського шансону, — а у роки пізнього «застою», «перебудови» та раннього пострадянського часу — це стосується і жанрів естрадної, танцювальної музики та, до певної міри, авторської, бардівської пісні. Після Російської революції 1917 року блатна мова перестала бути таємною, і інтелігенти, робітничий клас, школярі, бездомні вносили свої особливості в арго, видозмінювали і поповнювали його. Блатна мова перестала бути таємною, а з 1990-тих, ці пісні стали вже невід'ємною частиною естрадних пісень. Таким чином блатна пісня згодом частково переросла в «російський шансон», справляючи вплив на естрадну пісню. Оскільки естрадний жанр не може належати пісням, що мають фольклорне побутування, то, отже, термін «російський шансон» не є тотожним терміну «блатна пісня». Тому у цьому питанні назва «блатні пісні» стосується вживання минулого часу, — частково «блатна пісня» стосується минулого часу в історичному контексті, а частково «блатна пісня» переросла в «російський шансон», справляючи вплив на естрадну пісню, і є невід'ємним і вельми значним елементом сучасної пісенної культури. Іншими словами, у цьому випадку з так званим «жанром „російський шансон“» обговорюється зміна імені у зв'язку з кримінальним минулим на основі нещодавнього рішення, коли залученням у сформовану нову категорію деяких естрадних пісень, щоб врятуватися від самого себе, або щоб уникнути жорсткості і зберегти свою незалежність, представницька теорія перетворює чи то блиск, чи то образливу назву, чи то невигідну реальність, в реальність із можливостями.
Російський шансон — лексема, неологізм, яким позначають категорію в якості самостійної гілки з різних жанрів російської популярної музики в російській масовій культурі.
Цей музичний жанр має розвиток в основному російською мовою і в російському музичному середовищі, але зважаючи на постійний культурний взаємообмін, це явище поширене й має прихильників і в українському соціумі, а відтак і в мовленні.

## Музичний стиль
На музичний стиль старих російських пісень кримінального середовища, як і на російські бардівські пісні, сильно впливає класичний російський жанр романсу XIX століття, точніше піджанр, відомий як російський міський романс. Пісні російського міського романсу рідко мають хор, майже завжди поділяються на чотирирядкові римовані куплети, рідко мають приспів, і слідують досить усталеній послідовності акордів (Am, Dm і E, іноді з додаванням C і G). Шаблон також передбачуваний: це або марш, або повільний шаблон вальсу з трьома рівнями (3/4). Такі романтичні пісні традиційно відтворювали на російській гітарі, оскільки її настройка полегшує відтворення цих акордів (більшість з них грається як акорд одним пальцем). Пісня російського шансону типово соціального характеру, часто виконується від першої особи.
Значну роль відіграє інтонація виконавця, його голос, жести та міміка.
Багато сучасних представників цього жанру надають великого значення не лише змісту пісень, а й їх аранжуванню.

## Історія
Російський шансон зародився в Російській імперії. До витоків «російського шансону», насамперед, зараховують блатну пісню, бардівську пісню, російський міський романс (початок XX століття), фольклор правопорушників, фольклор безпритульних, розбійницькі пісні, пісні міського побуту. Цей жанр розважальної індустрії охоплює різні шари сенсів, і глибоким корінням сягає часів франкофілії (галоманія) дореволюційної Росії, а частково  — Радянського Союзу часів НЕПу. На рубежі 19-20 століть французькі пісні легкого характеру (шансонетки) проникли в російську культуру, де вони були асимільовані, перейнявши елементи російської народної пісні, заміської музики циганських романсів, пісень петербурзьких і одеських купців, бенкетної музики та пісні кримінального світу.
У музичному плані стиль сягає своїм корінням у романси ХІХ століття. Термін «Блатна пісня» виник на початку ХХ століття, хоча як окремий жанр він почав виділятися з пласту «каторжних», «розбійних», «циганських» пісень не пізніше 50-х років ХІХ століття. Хоча на більш серйозне ставлення до себе претендував жанр, що виник в ті ж роки та ніс елементи соціального протесту «пісні каторги і заслання», «пісні неволі». Пісні, співані кріпаками та політв'язнями царської доби, дуже схожі за змістом до пісень, що звучали в Радянському Союзі, його трудових таборах, та сьогодні звучать у Російській Федерації. На естраду «блатна пісня» проникла на початку XX століття на хвилі загостреного інтересу до світу «знедолених», який набув до цього часу небувалих розмірів, а вже з середини 1930-х років виконання блатних пісень на естраді було заборонене і вона опинилася у підпіллі, — Радянська система не сприймала музику в'язнів. Змалювання людини без суттєвих внутрішніх суперечностей є одним із основних принципів творчого методу соціалістичного реалізму. Тому після заборони музику в'язнів виконували лише на приватних заходах і розповсюджували підпільно на касетах. В часи Радянського Союзу стиль змінювався, і пісні стали частиною культури самвидаву та інакомислення. У 60-70-х роках з'явилося покоління авторів-виконавців, яких також називають бардами, які часто виконували пісні інтелектуального та політичного характеру, які зберігали риси як вуличного жанру, так і блатної пісні.
В умовах жорстких ідеологічних установок консервативної комуністичної ідеології тоталітарної держави культурну сферу було ізольовано від світу. Наприкінці 1950-х років, почали з'являтися іноземці у Ленінграді, у 1970–1980-х роках було розпочато міжнародний туризм, обмежений рамками СРСР, Східної Європи та країнами соціалістичної орієнтації — Сирією, Кубою. В інших випадках спосіб проникнення західних впливів відбувався, в тому числі, і через провідників поїздів, стюардес, працівників готелів, людей, спеціальності котрих зв'язані з морем (капітани, матроси, помполіти, коки) і відрядженнями, фарцуванням і самвидавом. Оскільки західні впливи викликали явну неприховану протидію керівництва СРСР, деякі види музики оголошувались ідеологічно ворожими чи ідеологічною диверсією, а жанри з більш легким ідейним навантаженням дозовано допускались до громадян, або, в центральній боротьбі, дуже часто створювався подібний радянський продукт. Заборонені жанри західної музики, які були презентовані в основному рок-музикою, все ж підпільно розвивались і СРСР. На початку 1980-х рок-музика була в основному підпільним рухом. Тенденція зближення рок-музики з бардівською піснею, часто маючи вимушений характер, започатковується з метою пом'якшення звучання та наповнення її в певних аспектах радянським світоглядним змістом для легалізації рок-напрямку, що стане власним сценарієм першого і початкового етапу архетипної автаркії у російській масовій культурі. Схожа послідовність має місце у формуванні російської мови одеситів — одеського міського койне, а також арго моряків чи комерсантів, де переміщення елементів блатного арго (феня) найпомітніше в періоди економічних та соціальних криз. Цим пояснюється і те явище, коли саме в період революції та громадянської війни російський міський романс перетворюється на блатну пісню, а на початку 1990-их років зазнає другого народження виходом на естраду. Мільйони в'язнів примусових робіт, звільнених під час хрущовської відлиги, ефективно поширювали музику по Радянському Союзу, а починаючи з 1990-х років, коли всі заборони були зняті вона отримала дуже широку аудиторію. Культурні обмеження будуть зняті лише після розпаду Радянського Союзу. І це буде дебютом так званого «російського шансону» з одночасною комерціалізацією його. Опис офіційної назви використовується для апелювання до французької пісенної традиції.
Через притаманну варіативність пісенних текстів та мелодій, наповненість арго, жаргонізмами та ненормативною лексикою, до кінця 1980-х років пісенний продукт все ще не виходить за межі своїх безпосередніх авторів та споживачів. І лише ринкові перетворення та романтизація фінансової успішності кримінальних кіл, дадуть поштовх до популяризації «російського шансону» серед широких мас російського населення. Цей народно-авторський жанр має фольклорне коріння у російських ментально-світоглядних установках, у своїй простоті, у потребі жити за аморфними правилами, які все ж в будь-який момент можна цинічно порушити, а також відображають ідеалізацію культу сили. Продукт охоплює протестні пісні майбутніх більшовицьких вождів, ув'язнених у царських в'язницях, відстежує всі відповідні соціальні чи культурні явища, включно з кривавим періодом громадянської війни та націоналізації, за яким слідує нова економічна політика з коротким, хаотичним періодом лібералізації, Сталінські репресії та табори, наступну посттоталітарну девальвацією моральних принципів, інші економічні негаразди, політичний хаос у Росії, включає нахабно-романтичний погляд на злочин і покарання, тюремну культуру, виходить далеко за межі справжніх злочинців злочинного світу, а також сприяє утвердженню цього продукту маргінальної культури серед пересічних громадян.
Синявський Андрій Донатович писав, що анекдот і блатна пісня — два головні вклади радянської влади в історію і культуру.
Термін російський шансон з'явився в 1990-ті роки, коли згадані елементи музики стали з'являтися на сцені, радіо і телебачення. Откидач Володимир Миколайович зазначає, що термін з'явився в другій половині 1990-х років, коли з'явився новий чарт «Русский шансон» в американському музичному журналі «Біллборд». Справжній бум почався з появою радіо «Русский шансон» в 1997 році.

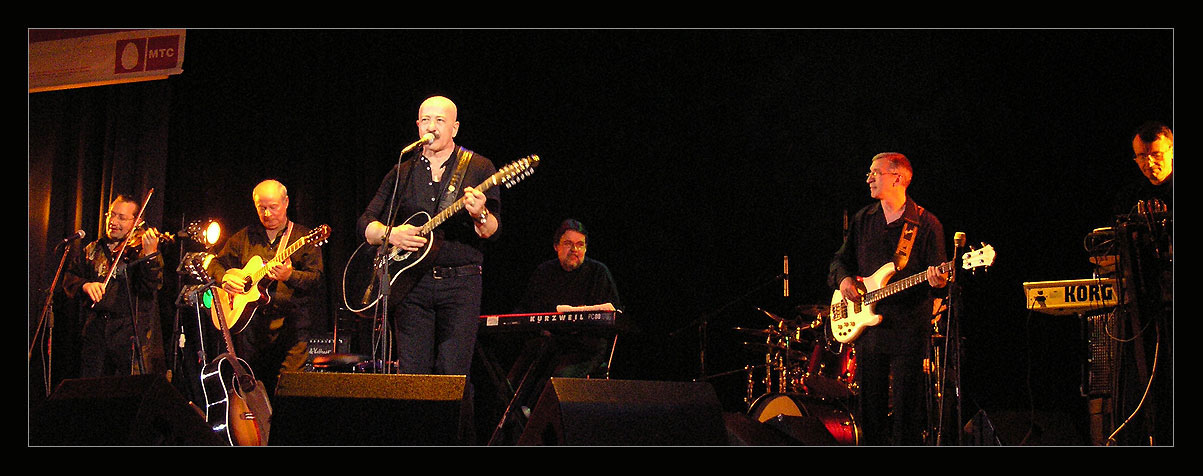
Олександр Розенбаум відомий як бард — виконавець російського шансону, та брати «Жемчужные». Концерт в Курську.

А. Цукер у статті «Інтелігенція співає блатні пісні» зазначає:
|  | «Само експресивне слово «блатняк» вже підгнічувало своєю неблагозвучністю, антиестетизмом, замість нього було винайдено куди більш привабливе і благородне визначення, такий собі жанровий евфемізм — «російський шансон». |

У 2000 році у московському ресторані «Лімпопо» у форматі поважного культурологічного заходу відбувся І Міжнародний конкурс африканських виконавців російських блатних, табірних і дворових пісень «Чорна мурка-2000», присвячений 80-річчю відомої пісні «Мурка». В його журі були композитори Г. Мовсесян і Е. Ханок, письменник А. Вайнер, актори О. Білявський та І. Бортник, герої блатного світу з к/ф «Місце зустрічі змінити не можна», а нейтральними спостерігачами виступили повноважні посли Алжиру, Танзанії, Намібії та Сьєрра-Леоне. У 2000 році почала мовлення Радіо Шансон, станція, яка постійно транслює пісні цього жанру.
Популяризаторами цього жанру в Росії виступила радіостанція «Шансон», яка 2001 року започаткувала премію «Шансон року», церемонія вручення якої щорічно відбувається в державному Кремлівському палаці (Росія); багато років існував московський звукозаписний лейбл «рос. Русского шансона», «Доросле радіо», спеціальні програми та такі серійні музичні видання, як «Легенди російського шансону», «Ніштяк, браток!», «Чисто за життя», «Калина червона» і т. ін.
«Радіо Шансон», московська версія для легкого звучання, займає третє місце на ринку. Олександр Розенбаум (який виступав у Сполучених Штатах десятки разів з початку 1990-х років), на сцені співає про самотніх вовків і бандитів уночі, забиваючи зали по всій країні, а поза кулісами він є депутатом російського парламенту як член пропутінської партії «Єдина Росія». Окрім цього, він є народним артистом РФ, нагороджений преміями «Золотий грамофон», «Шансон року» і т. д.
Деякі виконавці російського шансону в сучасній Росії заробляють найбільші зарплати на вечірках і весіллях для російських багатих і знаменитостей, деякі чиновники і банкіри не приховують цього, декотрі виконавці зведені до рангу культових особистостей, твори яких навіть намагаються глорифікувати через систему освіти.
Колискою російського шансону у 1970-х роках був також нью-йоркський Брайтон-Біч. Ці гірко-солодкі спогади про радянське життя та домівку з емігрантських кругів потрапляли і до Росії. Михайло Шуфутинський, Віллі Токарєв — декілька з прикладів такої зірки емігрантського жанру.
Коли Михайло Круг, якого часто називають «королем російського шансону», був убитий у 2002 році, на його похорон прийшли сотні тисяч людей.
Російський шансон це самостійна пісенна галузь у російській популярній музиці складається з романтичних і кримінальних пісень (блатна пісня) на теми кримінального світу, російської мафії та популярних міських прошарків. До сьогодні вважається формою міського фольклору. Предмет відображає проблеми людини, її біди; передає російську ментальність, характер «російської душі», її сутність. Це музика, яка викликає почуття і виконується з почуттям. Тюремно-кримінальна тематика — одна з форм, до якої удаються виконавці, роблячи наголос на смислове навантаження. Деякі критики вбачають в цих піснях вульгарну блатну лексику.
Є й особливий жанр цієї музики: пісні російських емігрантів, які жили або проживають в Америці, Німеччині, Франції. До них належать, серед інших такі артисти, як Олександр Вертинський, Шуфутинський Михайло Захарович, Успенська Любов Залманівна, Віллі Токарєв та багато інших.
У цьому жанрі часто виступають виконавці, які ніколи не мали справ із карними органами (В.Токарєв, М.Гулько, М.Шуфутинський, М.Круг та ін.).
«Російський шансон» часто порівнюють із гангста-репом. Він також звернувся до набагато більшої аудиторії, ніж справжній злочинний світ.

#### Блатна пісня
Велика кількість в'язниць, таборів та подібних закладів, зокрема, в Радянському Союзі породила тюремний сленг, блатну пісню, справляючи певний вплив на поведінку та психологію людей, на розвиток естрадної пісні. Лірика блатних пісень часто романтизує в'язниці та злочинців. Традиційні мелодії запозичені в тому числі і з ресторанних пісень і куплетів, що складалися і виконувалися єврейськими артистами в Одесі на початку XX століття, — мелодика та аранжування яких випробовували сильний вплив клезмеру, який простежується в жанрі до сих пір.
На естраді ці пісні з'явилися на початку ХХ століття, набувши в роки громадянської війни та НЕПу найбільшого поширення, а із середини 1930-х років
виконання блатних пісень на естраді забороняють.
У 1923 році в Одесі місцевий композитор Оскар Строк написав на вірші журналіста і кінодраматурга Якова Ядова пісню «Мурка» в стилі класичного танго. У наступні роки вона стала народною, слова пісні змінювалися невідомими авторами, які додавали жаргонізми. Мелодія пісні виконується в злодійському притоні головним героєм художнього фільму «Місце зустрічі змінити не можна», дія якого розгортається восени 1945 року в Москві.
Вперше блатні пісні на грамплатівках були видані в 1930-і роки. Виконував їх відомий радянський композитор і джазмен, уродженець Одеси Лазарь Вайсбейн (сценічний псевдонім «Леонід Утьосов»). Одна з таких пісень — «Гоп зі смиком», написана в стилізації пісень одеситів. У ті ж роки Лазарь Вайсбейн на прохання Йосипа Сталіна виконав під час прийому в Кремлі разом зі своїм оркестром пісню «З одеського кічману». Сталін, який мав кримінальне минуле, аплодував після виступу.
З середини 1930-х років блатні пісні були офіційно заборонені для публічного виконання і знаходились у «культурному підпіллі». Блатна пісня починає знову звучати у закритих концертах, в образі авторської пісні, стилізованої під блатну, набуваючи популярності завдяки магнітофонному самвидаву з кінця 1960-их років. Самі автори частіше виступають і виконавцями: О. А. Галич, В. В. Висоцький, Ю. Ч. Кім, О. Я. Розенбаум, А. Б. Сєвєрний, О. В. Новиков, М. З. Шуфутинський, М. Звєздінський, В. І. Токарєв та ін. Часто автори самі пройшли через в'язниці та табори; у відповідь, чимало авторських пісень були із захватом прийняті злочинним світом. Згодом блатна пісня частково переросла в «російський шансон». Після розпаду СРСР на початку 1990-х цей пласт культури виходить з підпілля і швидко завойовує популярність в деяких країнах СНД, зокрема й Україні. Оскільки такі пісні не мали раніше своєї загальної назви (слово «блатняк» відбивало лише частину їх), за ними історично закріпилося словосполучення «російський шансон».

##### Характеристика
Основні риси блатної пісні — сюжетність пісень; тісний зв'язок з конкретними життєвими ситуаціями, позиціями й переживаннями людей злочинного світу; невибаглива мелодійність; прості й доступні аранжировки; використання у віршах стилістики розмовної мови з її оборотами й жаргонізмами; непоставлені академічно, часто неспівочі речитативні, голоси «людей з народу». Пісня поєднує побут та звичаї злодійського середовища. Часто блатний фольклор не оспівує ні жорстокість, ні вбивства, в піснях автори намагаються виправдати представників кримінального світу, розповідаючи про їх страждання і людські почуття, наприклад, про любов до матері.
В блатних піснях російського шансону присутній герой злочинного світу, чий образ розкривається в пісні шляхом реалізації «типового» для цього набору дій, висловлювань, оцінок — «типовими» вони повинні бути з точки зору носія (виконавця/слухача). Причому уявлення носіїв про те, яка саме поведінка є «типовою», можуть варіюватися. По-друге, для того, щоб реалізувати «типові» для кримінального світу дії, герой повинен знаходиться у відповідній ситуації, тобто, як правило, на волі. У вузькому розумінні блатна пісня опиняється в одному ряду з такими тематичними групами, як табірні, сирітські, ковбойські, піратські і т.д. пісні. Коли на початку 30-х в Росії виростає покоління безпритульних, яке долучається до блатної культури, блатна пісня і стає цілком сформованим явищем, що увійшов у кров і плоть кримінального світу, та й не тільки його, але і всієї низової культури того часу. Кодифікуються норми «блатної» поведінки, мова. Блатна пісня стає візитною карткою персонажа, що став з художнього реальним.

##### Тематика в основних сюжетах
— романтизація фінансової успішності кримінальних кіл;
 — любов у контексті кримінального життя;
 — звернення до емоцій відносно близьких або коханих, часто приводячи до незаконного або морально суперечливого життя;
 — прославлення архетипу «веселий злодій» (часто встановлюються в місті Одесі, де єврейська мафія характеризувалася як особливо весела і барвиста; часто розповідають про весілля та вечірки, іноді засновані на реальних подіях). На лексичному рівні показниками-маркерами такої одеської пісні є: злодійський жаргон (арготизми), обсценна лексика та просторіччя; нейтральна (пов'язана зі злочинами) або спеціальна (пов'язана із морською справою) лексика, яка допомагає створити одеський колорит у піснях, використання одеських топонімів;
 — прості світоглядні установки в потребі жити за аморфними правилами, які все ж в будь-який момент можна цинічно порушити;
 — ідеалізація культу сили;
 — російський «пошук свободи» проти західної «боротьби за свободу», що дає можливість ставати чи не ставати опозиційною частиною до російських політичних реалій російської автократії та не втрачати в переважній більшості лояльне до влади російське суспільство;
 — військові та патріотичні теми (військовий шансон), пісні про війну, військовий героїзм.
 — політична сатира різних форм;
 — Біла гвардія (антикомуністична сторона громадянської війни Росії)
 — побутові романси;

## Вибрані представники жанру
Після розпаду Радянського Союзу та створення Російської Федерації музичний стиль пісень почав змінюватися, хоча зміст — ні. Сучасні виконавці, пов'язані з жанром російського шансону, часто співають не в традиційному стилі, яким користувалися навіть виконавці хрущовської епохи, а більш професійно, запозичуючи нові музичні аранжування з поп-музики, року і джазу, зберігаючи при цьому старі теми. У 1990-х роках, із розширенням російської мафії, російський тюремний всесвіт повернувся до ритуалів і співу нових пісень, які стосувалися кримінального життя. Найпопулярнішим прикладом цього нового покоління був Михайло Круг, який пройшов шлях від піратських записів до продажу мільйонів компакт-дисків.
До найвідоміших представників масової культури, пов'язаних з музикою, належать: Аркадій Північний (рос. Аркадий Северный, спр. Звєздін (12.03.1939-12.04.1980) — співак, виконавець міського романсу, блатного фольклору, «король підпільної пісні»; співати почав у першій половині 1960-х, виступаючи тільки у «домашніх» концертах; за своє життя заспівав понад 1000 пісень; у репертуарі
були в основному не рекомендовані владою пісні анонімних авторів, табірні пісні, стилізації під жанр блатного фольклору, пісні з репертуару Л. Утьосова, П. Лещенка, В. Козіна, О. Галича), Окуджава Булат Шалвович, Висоцький Володимир Семенович, Городницький Олександр Мойсейович, Михайло Круг (якого часто називають королем російського шансону), Гарік Кричевський, Олександр Розенбаум, Трофімов Сергій В'ячеславович, Шуфутинський Михайло Захарович, Сергій Наговіцин (кандидат в майстри спорту по боксу; в пісенній творчості поєднував міський романс, блатну лірику та дискотечні ритми), Барабаш Юрій Владиславович (14.04.1974-27.09.1996 рр. — псевдонім «Петлюра», представник блатної лірики та «дворової» пісні, російського шансону), Віллі Токарєв, Михайло Шелег, Олександр Новіков, Іван Кучин, гурт Беломорканал, гурт Бутырка, гурт «Воровайки», гурт «Лесоповал», Любов Успенська, Віка Циганова, Анатолій Днєпров, Михайло Гулько, Слава Медяник, Єфрем Амірамов, гурт «Бумєр», Анатолій Полотно, Олександр Дюмін, Катерина Голіцина, Станіслав Михайлов, Денис Малигін (Мафік), Євгеній Григорьєв (Жека), Олександр Маршал (лауреат премій «Шансон року» («Радіо Шансон»), і ін.
Деякі з ранніх виконавців — Утьосов Леонід Осипович, Вертинський Олександр Миколайович, Лещенко Петро Костянтинович, Ізабелла Юр'єва та ін. Одним із найпопулярніших поетів цього жанру був Танич Михайло Ісаєвич.
Більш пізнім художником, який грає шансон з рок-музикою, є Григорій Лепс. Олена Ваєнга — ще одна нещодавно популяризована співачка, актриса та автор пісень, яка співає в стилях російського шансону, народної музики та народного року.

## Деталізація джерел
1. 1 2 3  Італійський філолог-русист: Стефано Гардзонио. «Русский шансон» между традицией и новаторством: жанр, история, тематика. Опубліковано в журналі «Новое литературное обозрение», № 10, 2010 г., с. 149—165
2. ↑  Стефано Гардзонио. «Русский шансон» между традицией и новаторством: жанр, история, тематика. // [[Новое литературное обозрение (видавництво)|Новое литературное обозрение]], № 10, 2010 г., с. 149—165. Архів оригіналу за 15 вересня 2018. Процитовано 11 вересня 2018.
3. 1 2 3 4 5 6 7 8 9  Sophia Kishkovsky, "Notes from a Russian Musical Underground: The Sounds of Chanson, " New York Times, July 16, 2006, accessed May 5, 2013, https://www.nytimes.com/2006/07/16/arts/music/16kish.html?pagewanted=1&_r=1&adxnnlx=1367960815-F6heEQJ%202kWtOUnYChryZA [Архівовано 12 вересня 2018 у Wayback Machine.], 2.
4. ↑  Russland: Popsa und «russisches Chanson». von Dr. Irving Wolther. 28.03.2008 www.eurovision.de
5. ↑  Пионеры русского шансона www.culture.ru
6. 1 2 3 4 5 6  Лексикографічне розроблення лексеми «шансон» / В. Балог // Лексикографічний бюлетень: Зб. наук. пр. — К.: Ін-т української мови НАН України, 2009. — Вип. 18. (2009)
7. 1 2  Українська мова і європейський лінгвокультурний контекст (Збірник наукових праць). — К.: Видавничий дім Дмитра Бураго, 2019. — 360 с. ISBN 978-966-489-512-2 (стор.: 129)
8. ↑  Швець В. М. Різновиди арго соціальних груп сучасної Греції та деякі їх особливості. Вісник Маріупольського державного університету. Серія: Філологія, 2011, Вип. 5. Збірник наукових праць. Головний редактор чл.-кор. НАПН України, д.політ.н., проф. К. В. Балабанов. Засновано у 2008 р. (стор.: 69)
9. ↑  Стратен В. В. Арго и арготизмы. Известия комиссии по русскому языку. Ленинград: АН СССР, 1931. Т. 1. С. 111—147 (стор.: 139)
10. 1 2 3 4 5 6 7 8 9 10 11  Популярна музика: енцикл. словник / автор-уклад. В.Откидач. — Х.: Лідер, 2018. — 896 с. ISBN 978-966-2732-97-9
11. ↑  Чуприна Ю. В. Вплив «блатної пісні» на формування естрадного російського шансону / 014 ; Київ). Міжнародна наукова конференція «Дні науки філософського факультету — 2014», 15–16 квіт. 2014 р.: [матеріали доповідей та виступів] / редкол.: А. Є. Конверський [та ін.]. — К.: Видавничо-поліграфічний центр «Київський університет», 2014. — Ч. 6. — 227 с.
12. ↑  Ляшко витанцьовував на концерті зірки російського шансону (відео) 11 листопада, 2019. glavcom.ua
13. ↑  Танці курсанток під російський шансон: університет у Харкові повідомив про перші результати розслідування 23 грудня 2020. www.radiosvoboda.org
14. ↑  З'явилося відео, де українські судді розважаються під російський «блатняк» ЗАПОРІЖЖЯ, СЕРЕДА 12 СІЧНЯ 2022. www.rbc.ua
15. ↑  Энциклопедический словарь Брокгауза и Ефрона, том VIIa: Выговский — Гальбан. — СПб.: 1892. — С. 939—940.
16. ↑  Городской шансон. — Донецк: ООО ПКФ «БАО», 2002. — 320 с. — ISBN 966-548-555-5 — С. 3.
17. 1 2  Профессии. doc. Социальные трансформации профессионализма: взгляды снаружи, взгляды изнутри / Под ред. Е. Ярской-Смирновой, П. Романова. М.: ООО «Вариант», ЦСПГИ, 2007. — 408 с. ISBN 978-5-903360-08-4
18. ↑  Шадрин В. О. КПСС против популярной музыки В 1984 году. / В. О. Шадрин // В мире научных открытий, — 2008. — С. 200—204.
19. ↑  Кушнир А. Золотое Подполье. Полная иллюстрированная энциклопедия роксамиздата / А. Кушнир // История. Антология. Библиография. — Нижний Новгород: Деком, 1994. — 366 с. (стор.: 108)
20. ↑  Кормильцев И., Сурова О. Рок-поэзия в русской культуре: возникновение, бытование, эволюция / И. Кормильцев, О. Сурова // Русская рок-поэзия: текст и контекст. — № 1 — 1998.
21. ↑  Степанов Є. М. Російське мовлення Одеси: Монографія. Одеса: Астропринт, 2004. 496 с.
22. ↑  Нина Бухарова. Лексические особенности одесского шансона / Репозитарій Одеського національного університету імені І. І. Мечникова (ISSN:2310-7731). Філологічні студії. Дата публікації: 2020. http://dspace.onu.edu.ua:8080/handle/123456789/30521
23. ↑  Черкасова Ю. Ю. Мифологизация мест лишения свободы как средство распространения влияния тюремной субкультуры в России / Ю. Ю. Черкасова // Альманах современной науки и образования — № 11-2. — 2010
24. ↑  Давыдов Д. М. Рок и/или шансон: пограничные явления (заметки по одному спорному вопросу) / Д. М. Давыдов // Русская рок-поэзия: текст и контекст. — № 3. — 2000.
25. ↑  Дмитрий Быков «Лекции по русской литературе XX века. Том III (Жёлтый)» // Москва: «Эксмо», 2019, мягкая обложка, 256 стр., ISBN 978-5-04-105303-1
26. ↑  Дмитрий Быков // «Новая газета», № 145, 25 декабря 2019 год https://ru-bykov.livejournal.com/4246785.html
27. ↑  Отец русского шансона об убийстве Михаила Круга. Архів оригіналу за 1 грудня 2008. Процитовано 12 вересня 2018.
28. ↑  Молодёжные субкультуры / Исламшина Т. Г., Максимова О. А., Салагаев А. Л., и др. Казань 1997.
29. ↑  Ставицька, Леся Олексіївна. Короткий словник жарґонної лексики української мови = A Short Dictionary of Ukrainian Slong: містить понад 3200 слів і 650 стійких словосполучень / Леся Ставицька. — Київ: Критика, 2003. — 334 c. ISBN 966-7679-31-4 (стор.: 12) Доступ
30. ↑  Цукер А. Интеллигенция поет блатные песни (блатная песня в советской и постсоветской культуре) /
А.М. Цукер // Искусство XX века: элита и массы. — Н. Новгород, 2004. — С. 289–308. (стор.: 291)
31. ↑  Антонова А. «Мурка» как зеркало негритянской культуры / А. Антонова // Коммерсантъ. — 2000. — № 61. — Режим доступа: http://www.kommersant.ru/doc/144887
32. ↑  Концерт Александра Розенбаума [Архівовано 2022-09-14 у Wayback Machine.] 04 Сентября 2022. Офіційний сайт Міністерства культури РФ. culture.gov.ru
33. ↑  В России школьникам задали выучить песню «Владимирский централ» Круга // Украинская правда. — Режим доступа: http://www.pravda.com.ua/rus/news/2016/10/3/7122421/ [Архівовано 12 вересня 2018 у Wayback Machine.]
34. ↑  Концерт Михаила Шуфутинского [Архівовано 2022-09-14 у Wayback Machine.] 30 Июля 2022, офіційний сайт Міністерства культури РФ culture.gov.ru
35. ↑  Концерт Александра Маршала [Архівовано 2022-09-14 у Wayback Machine.]. 21 Января 2022. Офіційний сайт Міністерства культури РФ. culture.gov.ru